# Pteris wavrini
Pteris wavrini là một loài dương xỉ trong họ Pteridaceae. Loài này được ht., Rev. mô tả khoa học đầu tiên năm 1901.
Danh pháp khoa học của loài này chưa được làm sáng tỏ. 